# 西川一三
西川 一三（にしかわ かずみ、1918年9月17日 - 2008年2月7日）は、日本の情報部員。
日中戦争下に内モンゴルより河西回廊を経てチベットに潜行。戦後イギリス領インド帝国から独立間もないインドを経て帰国。

## 経歴
山口県阿武郡地福村（現山口市）に生まれる。1936年、福岡県中学修猷館を卒業後、南満州鉄道（満鉄）大連本社に入社するが、「西北」への憧れから1941年に満鉄を退社し、駐蒙古大使館が主宰する情報部員養成機関である興亜義塾に入塾する。
1943年、同塾を卒業後、駐蒙古大使館調査部情報部員となるや、東條英機首相より「西北支那（中国）に潜入し、支那辺境民族の友となり、永住せよ」との特命を受ける。背景には、満州、モンゴル、トルキスタン、チベットと手を結び、中国を背後から包囲する「ツラン民族圏」構想があったとされる。そのためにチベットに潜入を計るが、当時チベットは外国人の入国を禁じていたため、チベットに巡礼に行くモンゴル僧「ロブサン・サンボー」（チベット語で「美しい心」の意、誠意を忘れぬよう自戒の念を込め西川自らが命名した）と身を偽って内蒙古を発ち、寧夏、甘粛、青海を巡って、1年10ヶ月に及ぶ単独行の後、1945年にチベットの都ラサに潜入することに成功する。この潜行の間、外務省への報告は、当初現地の協力者に靴に縫い込むなどして運ばせていたが、現地人に迷惑を掛けたくないとの思いからこの方法を途中で止め、その後は、日本に帰国するまでの膨大な地理情報・見聞・行動記録を、全て自分の頭に記憶していった。
その後、日本の敗戦を知るも、地誌と地図を作成する任務を放棄せず、外務省からは送金も援助も無い孤立無援のまま続行。モンゴル僧としてデプン寺に入り、1年間にわたって本格的な仏教修行と、猛烈な語学の学習を行い、蒙古人ラマとしての信頼を獲得し、ようやく平穏な時を持つ。しかし、興亜義塾の先輩である情報部員木村肥佐生と、秘境西康省踏査（イギリス情報部がチベット新聞社の社長・タルチンを通して当時チベット新聞社で働いていた木村に依頼）の協力を約し、ラサを発ち、再び修行僧や商人と身を偽って西康を踏破。その後、木村と入れ替わりにチベット新聞社で印刷職工、新聞記事の中蔵翻訳などをしながら過ごし1年後に退社。チベット仏教シーチェバ派の師に付き修行後、免許皆伝。修行僧となり托鉢をしながらブータン、シッキム、インド、ネパール各地を潜行する。その後、ビルマに潜入する計画であったが、1949年インドの鉄道建設隊で苦力頭として働いていたところ、先に官憲に出頭して逮捕されていた木村肥佐生の供述により逮捕収監され、翌年帰国。その頃、西川は潜行を始めた1943年の時点で、行方不明者として戸籍から抹消されていたため、生家では既に死んだものと諦めていたという。
帰国して1ヶ月も経たない頃、西川はGHQから不意の出頭命令を受ける。しかし、東京に到着した西川は、GHQに向かわず、先に外務省を訪れた。各地域の調査報告を求められたら協力するつもりであったからである。ところが、外務省は情報の宝庫のような西川に無関心で相手にしなかった。それに対し、GHQは西川からの情報収集のために一部屋をあてがい、1年間にわたって、西川から西域潜行での情報を詳細に聴取している。その聴取は日曜以外毎日午前9時から午後4時まで、日系通訳と部屋にこもり、質疑応答が繰り返され記録されていった。昼食も部屋で食べ、用便以外はここから出ることも、通訳とむだ口を交わすこともなかった。この見返りとして、GHQは当時の金額で一日当り千円を支払っている（この年の大卒初任給は5千円程である）。
また、登山家の西堀栄三郎は、1952年に初めてネパールに入国するにあたり、数度に渡って西川を自宅に招き、チベットやネパールなどの現地情報を収集している。その後、盛岡市で理美容材卸業を営み、亡くなるまで元旦以外は休まず働き続けたという。
2008年2月7日、肺炎のため盛岡市内の病院において死去。享年89。この日はチベット暦の元日となる日であった。

## 文献
- 西川一三『秘境西域八年の潜行』 芙蓉書房（上・下・別巻）[2]、1972年、新版1978年
中公文庫（上中下、決定版）、1990-91年／中公文庫BIBLIO（抄版）、2001年／中公文庫 Kindle版（電子書籍 全6巻）、2014年
8年間にわたる詳細な西域・チベット・インド潜行記録。
- 江本嘉伸『西蔵漂泊　チベットに魅せられた十人の日本人』 山と溪谷社（上・下）、1993-94年 ISBN 4635280233、ISBN 4635280241
  - 『新編 西蔵漂泊　チベットに潜入した十人の日本人』山と溪谷社〈ヤマケイ文庫〉、2017年 ISBN 4635047997
- 『チベットと日本の百年　十人は、なぜチベットをめざしたか』 新宿書房、2003年

2001年12月、西川自身や、研究者の山口瑞鳳・金子民雄らを招き行われた「日本人チベット行百年記念フォーラム」全記録、解説・論考を収録。
- 沢木耕太郎『天路の旅人』 新潮社、2022年 - 長編評伝（第74回読売文学賞随筆・紀行賞）
新潮文庫 上下（石川直樹解説）、2025年。各・電子書籍も刊

### 映像資料
- 上記『秘境西域八年の潜行』をもとに、1988年11月にTBSで4回に亘りドキュメンタリー番組『日曜特集・新世界紀行 スゴイ日本人がいた！ 遥かなる秘境西域6000キロ大探険』が放映された。